# Cantonul Saint-Jean-de-Maurienne
Cantonul Saint-Jean-de-Maurienne este un canton din arondismentul Saint-Jean-de-Maurienne, departamentul Savoie, regiunea Rhône-Alpes, Franța.

## Comune
- Albiez-le-Jeune
- Albiez-Montrond
- Le Châtel
- Fontcouverte-la Toussuire
- Hermillon
- Jarrier
- Montricher-Albanne
- Montvernier
- Pontamafrey-Montpascal
- Saint-Jean-d'Arves
- Saint-Jean-de-Maurienne (reședință)
- Saint-Julien-Mont-Denis
- Saint-Pancrace
- Saint-Sorlin-d'Arves
- Villarembert
- Villargondran